# Krasnogorskaïa (Karatchaïévo-Tcherkessie)
Krasnogorskaïa (en russe : Красного́рская) est un village du raïon d'Oust-Djegouta de la Karatchaïévo-Tcherkessie, en Russie. Sa population s'élevait à 2 158 habitants en 2023.

## Géographie
Le village est situé dans la république de Karatchaïévo-Tcherkessie, un sujet de Ciscaucasie de la Russie. Il se trouve dans le district fédéral du Caucase du Nord. Krasnogorskaïa est l'une des localités du raïon d'Oust-Djegouta, subdivision de la république dont le centre administratif est la ville d'Oust-Djegouta. Le village forme de l'établissement rural de Krasnogorskaïa, une municipalité dont il est le chef-lieu comme seule localité de la municipalité.

## Démographie
Recensements (*) et estimations de la population,:
| 2002 * | 2010* | 2010* | 2023  |
| ------ | ----- | ----- | ----- |
| 2 144  | 2 283 | 2 172 | 2 158 |

Concernant la répartition ethnique, selon le recensement de 2002, il y avait 49 % de Russes et 49 % de Karatchaïs sur les 559 habitants.

## Culture locale et patrimoine
Le village possède la forteresse de garde de Krasnogorskaïa, construite au XVIIIe et XIXe siècle, qui est classée comme objet patrimonial culturel de Russie d'importance fédérale sous le no 091610441340006 depuis 1974.